# Filago ramosissima
Filago ramosissima là một loài thực vật có hoa trong họ Cúc. Loài này được Lange mô tả khoa học đầu tiên năm 1855.